# Hilarempis
Hilarempis är ett släkte av tvåvingar. Hilarempis ingår i familjen dansflugor.

## Dottertaxa tillHilarempis, i alfabetisk ordning[1]
- Hilarempis adrianus
- Hilarempis alpha
- Hilarempis antarctica
- Hilarempis antenniseta
- Hilarempis argentella
- Hilarempis argentifera
- Hilarempis argentula
- Hilarempis barbatula
- Hilarempis basalis
- Hilarempis basuta
- Hilarempis benhami
- Hilarempis beta
- Hilarempis bicingulata
- Hilarempis biseriata
- Hilarempis brachyrrhyncha
- Hilarempis breviseta
- Hilarempis brevistyla
- Hilarempis carinata
- Hilarempis carlieri
- Hilarempis cervina
- Hilarempis cillata
- Hilarempis cineracea
- Hilarempis commoda
- Hilarempis completa
- Hilarempis cotoxantha
- Hilarempis crassitarsus
- Hilarempis cyanescens
- Hilarempis darglensis
- Hilarempis dasytibia
- Hilarempis dichropleura
- Hilarempis diversimana
- Hilarempis dolosa
- Hilarempis dumicola
- Hilarempis echinata
- Hilarempis elegans
- Hilarempis facilis
- Hilarempis famillaris
- Hilarempis fasciata
- Hilarempis fratercula
- Hilarempis fulva
- Hilarempis genualis
- Hilarempis griseiventris
- Hilarempis gubernator
- Hilarempis gymnaspis
- Hilarempis hammondi
- Hilarempis heterogastra
- Hilarempis hilaraeformis
- Hilarempis huttoni
- Hilarempis idonea
- Hilarempis imbeza
- Hilarempis immota
- Hilarempis inerma
- Hilarempis inops
- Hilarempis insularis
- Hilarempis julianus
- Hilarempis juri
- Hilarempis kaiteriensis
- Hilarempis languida
- Hilarempis laticornis
- Hilarempis levicula
- Hilarempis longipennis
- Hilarempis longistyla
- Hilarempis magellanica
- Hilarempis maluinensis
- Hilarempis mediana
- Hilarempis mendozana
- Hilarempis minthaphila
- Hilarempis moreirai
- Hilarempis msingi
- Hilarempis neptunus
- Hilarempis nigra
- Hilarempis nigrimana
- Hilarempis nondescripta
- Hilarempis notabilis
- Hilarempis nudifacies
- Hilarempis ochrozona
- Hilarempis ordinata
- Hilarempis otiosa
- Hilarempis pallida
- Hilarempis pallidifurca
- Hilarempis peregrina
- Hilarempis polychaeta
- Hilarempis propinqua
- Hilarempis quadrifaria
- Hilarempis robusta
- Hilarempis rodriguezi
- Hilarempis shunina
- Hilarempis sigillata
- Hilarempis similipes
- Hilarempis simillima
- Hilarempis smithii
- Hilarempis sordida
- Hilarempis soror
- Hilarempis spinosa
- Hilarempis stenostoma
- Hilarempis subdita
- Hilarempis tenuicornis
- Hilarempis tephrodes
- Hilarempis tibialis
- Hilarempis trichopleura
- Hilarempis trochanterata
- Hilarempis tucuna
- Hilarempis undumeni
- Hilarempis uniseta
- Hilarempis vanellus
- Hilarempis varians
- Hilarempis vicina
- Hilarempis xanthocera